# Anaphes fuscipennis
Anaphes fuscipennis är en stekelart som beskrevs av Alexander Henry Haliday 1833. Anaphes fuscipennis ingår i släktet Anaphes och familjen dvärgsteklar. Inga underarter finns listade i Catalogue of Life.